# Romería del Socorro
La Romería de la Bajada de la Virgen del Socorro, es una romería de carácter popular que se celebra en el mes de septiembre en el municipio de Güímar (Tenerife, Canarias, España). Declarada también Fiestas de Interés Turístico Regional. Es considerada la romería más antigua de todo el Archipiélago Canario, además de una de las más populares.

## Principales actos religiosos
Una multitudinaria comitiva acompaña a la imagen de la Virgen del Socorro (patrona y alcaldesa del municipio de Güímar) en su tradicional recorrido por el Camino del Socorro hasta el caserío situado en la playa de Chimisay, peregrinación anual que comienza en la Iglesia Matriz de San Pedro Apóstol cada 7 de septiembre. La Virgen del Socorro baja primeramente hasta la Ermita del Calvario, en donde tras el descanso comienza la bajada hasta la Ermita del Socorro. 
Tras la llegada a la ermita se celebra la misa de recibimiento, más tarde se traslada la imagen de la Virgen a la Cruz de Tea existente en el Llano de la Virgen y se realiza la ceremonia de la aparición de la Virgen a los Guanches, a su finalización, procesión de regreso a la Ermita del Socorro. Ya de noche, tras una misa dedicada a los fieles difuntos se celebra la "Procesión de Las Candelas".
El día 8 de septiembre es el Día Grande del Socorro, este día tiene lugar la subida de la Virgen de regreso a la Iglesia de San Pedro de Güímar. Previamente por la mañana se realiza una Misa Solemne y posterior procesión de la Virgen, para a la tarde realizarse la Misa de acción de gracias y el posterior retorno de la imagen a la Parroquia de San Pedro Apóstol.
Antes de llegar a San Pedro se realiza una tradicional parada en zona conocida como "La Tahona" para limpiar el rostro de Nuestra Señora del Socorro. Más adelante la imagen es entregada por los cargadores a la Cofradía de los Guanches en La Asomada. Posteriormente la Virgen llega a la Ermita del Calvario y se da inicio a la Procesión Solemne, hasta la Parroquia San Pedro Apóstol, en donde es recibida la Sagrada Imagen del Socorro por sus devotos. Tras esto, la Virgen esperará en su santuario durante un año a su próxima bajada.

## Pasodoble "Al Socorro"
"Nuestra Señora ya partió
con sus romeros hacia el mar.
Va cuesta abajo,
lentamente, hasta el lugar,
donde una tarde
en Chimisay apareció.
Nuestra Señora ya partió
con sus romeros hacia el mar
y en el Socorro amaneció
la alegre ofrenda del cantar
coplas que brotan sin cesar
del corazón.
La romería sigue sin parar
hasta la Ermita de su devoción
y la guitarra empieza a pregonar
que ya la fiesta comenzó.
Silba la flauta suena el atabal
en la Asomada crece la emoción
y la parranda vuelve a madrugar
con su estribillo y su canción.
Al recordar,
aquella historia
que el guanche vivió
repicarán
viejas campanas en el corazón.
Y al regresar
por los caminos que Ella recorrió
volverá a vivir
Nuestra Señora, su fiesta mayor." 

Música: Miguel Castillo. Letra: Pedro Guerra Cabrera